# Eueides lybia
Eueides lybia är en fjärilsart som beskrevs av Fabricius 1775. Eueides lybia ingår i släktet Eueides och familjen praktfjärilar. Inga underarter finns listade i Catalogue of Life.

## Bildgalleri

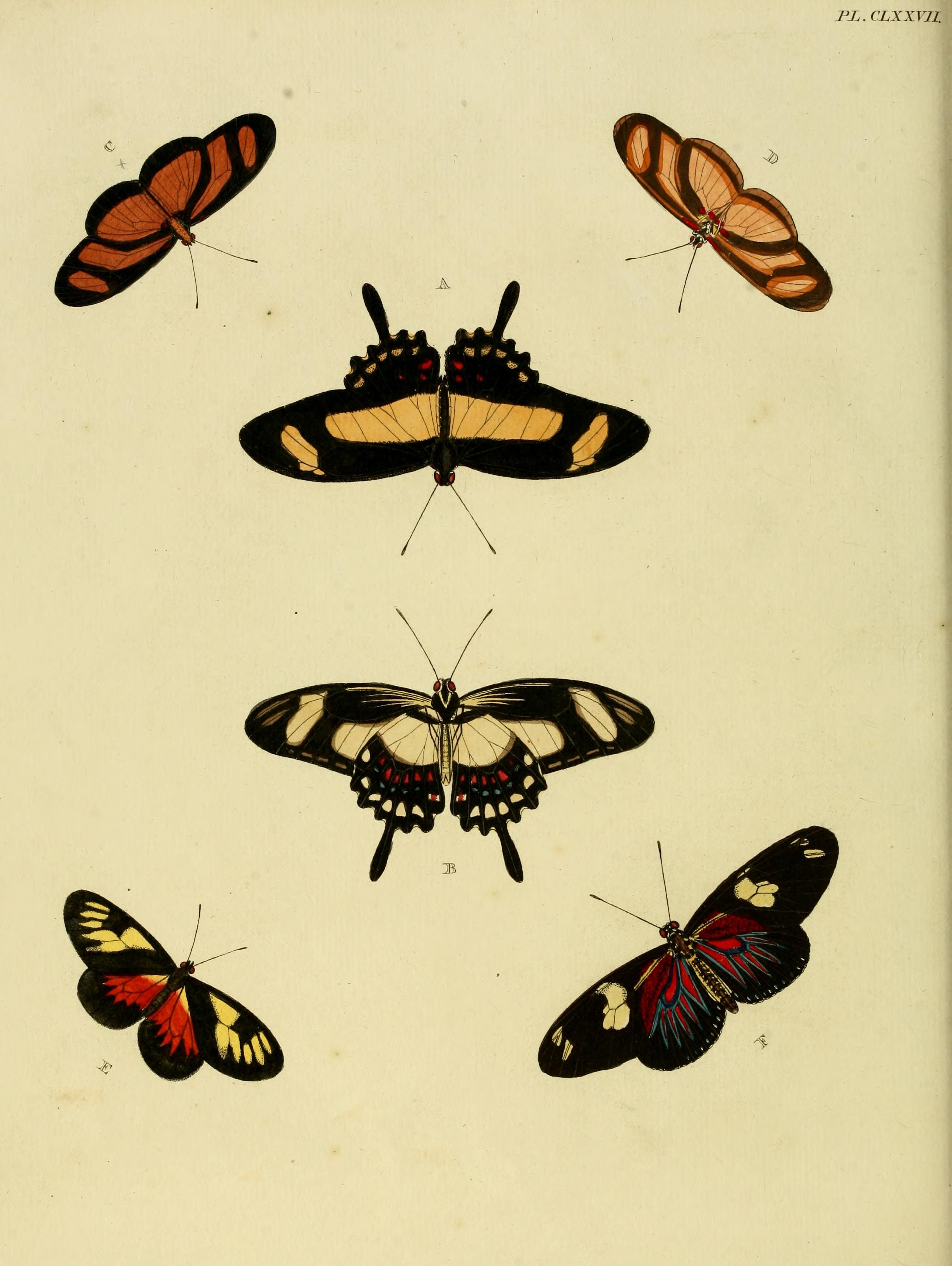
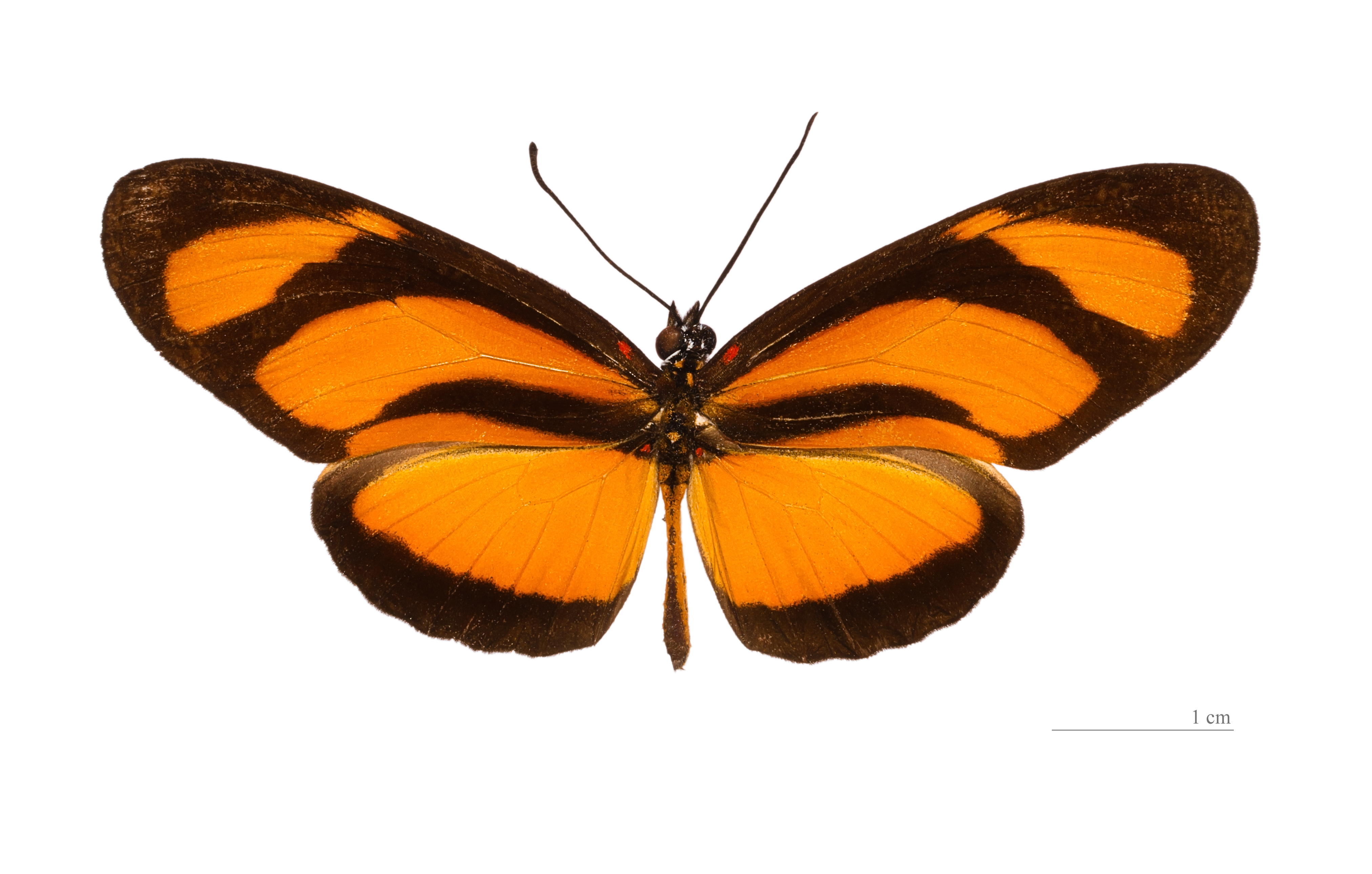
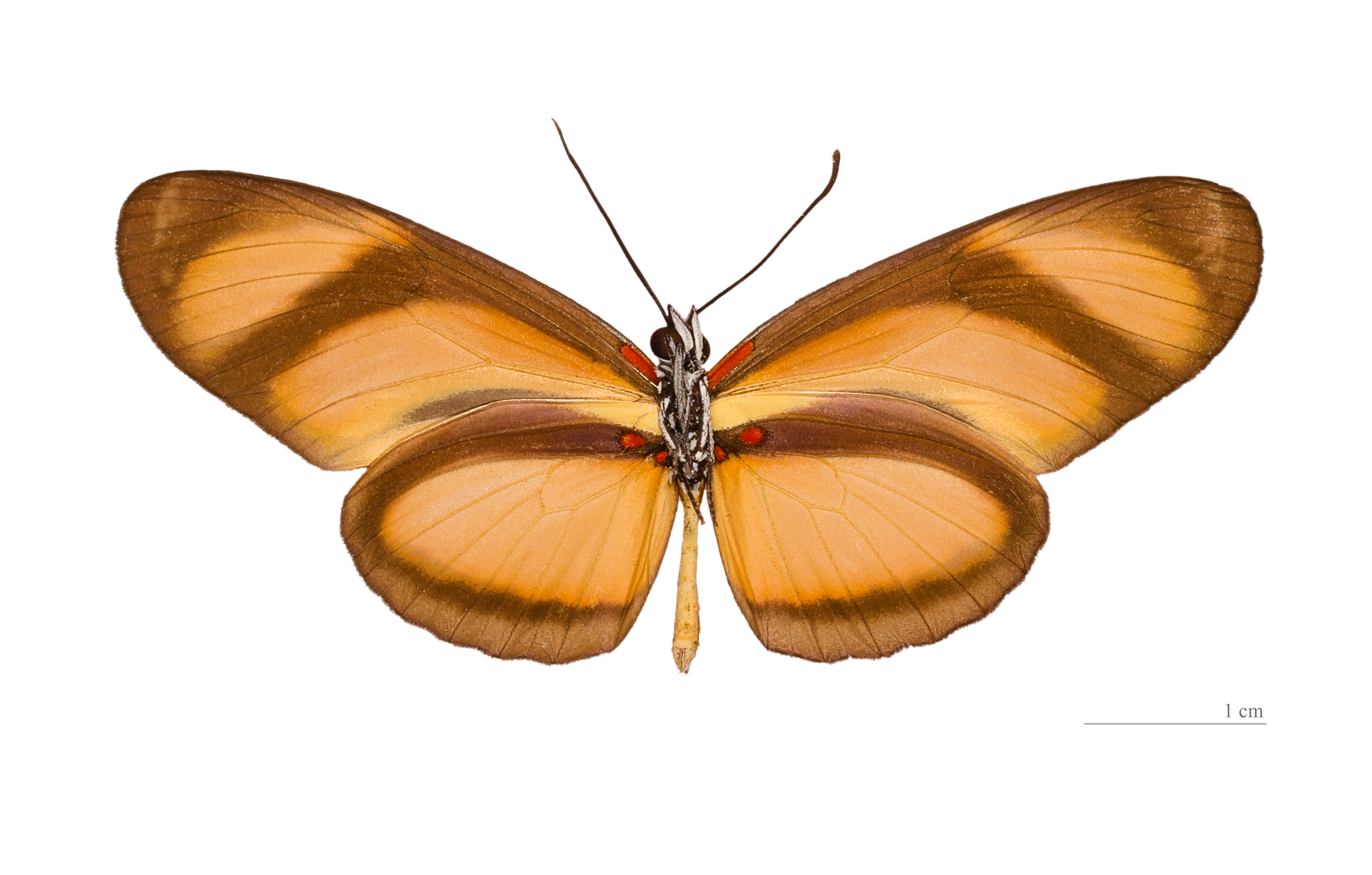
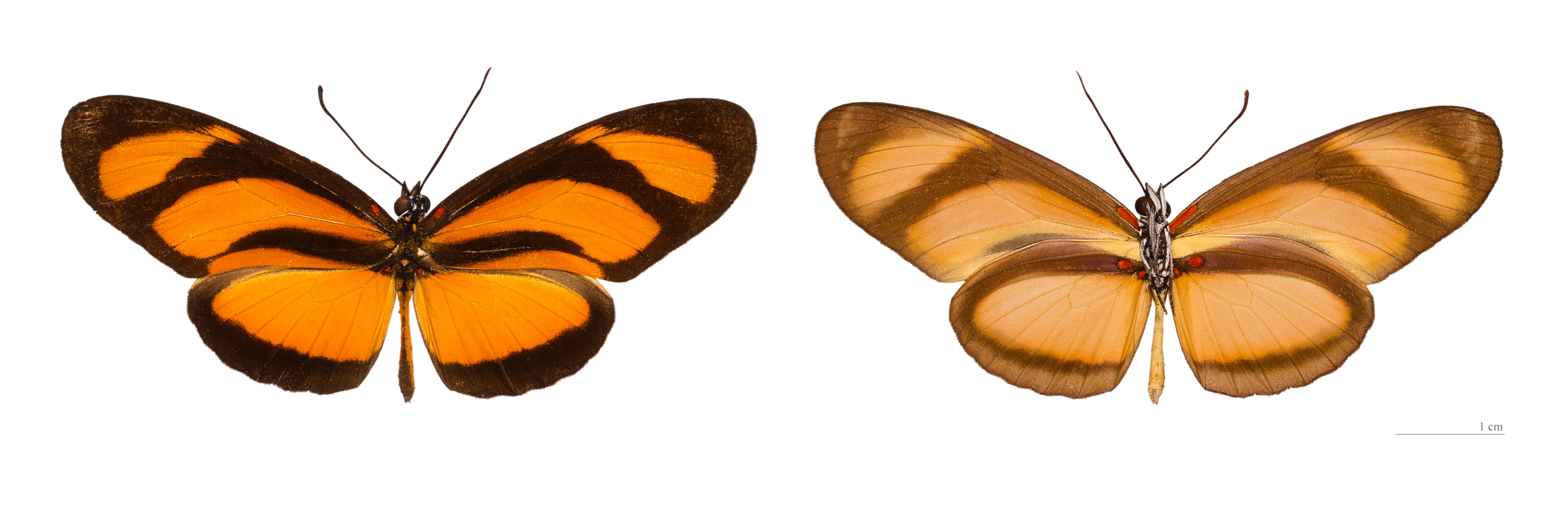